# École de psychologues praticiens de l'institut catholique de Paris
Pour les articles homonymes, voir EPP.
Psychoprat' redirige ici. Pour les personnes atteintes de psychopathie, voir psychopathe. Pour le journal, voir Psikopat.
L’École de Psychologues Praticiens (EPP ou encore PsychoPrat') est un établissement privé d'enseignement supérieur rattaché à l’Institut catholique de Paris, qui permet l’obtention du diplôme de psychologue en 5 ans, reconnu par l'état. Fondée en 1951, elle est basée à Paris et à Lyon.

## Missions
Fondée en 1951, l'École de Psychologues Praticiens est un établissement privé d'enseignement supérieur à but non lucratif. Elle prépare à l'exercice du métier de psychologue dans les domaines de la santé, de l'entreprise, de l'éducation et de la justice. Initialement rattachée à l'Institut catholique de Paris, elle est membre de la Fédération des établissements d'enseignement supérieur d'intérêt collectif (FESIC).

## Diplômes délivrés
L’État reconnait depuis l'origine, le diplôme de psychopathologie clinique de l'école. Les décrets du 22 mars 1990 ont étendu cette reconnaissance au « diplôme de psychologue » délivré par l'école. Tout comme le DESS, il donne accès au titre de psychologue défini par la loi du 25 juillet 1985. L'École propose deux parcours différents : Psychologie clinique et psychopathologie intégratives et la psychologie pratique des organisations - psychologie du travail.

## Historique
- 1951 : fondation de l’École par l’Abbé Besson et Lisette Fanchon au sein de l’ICP (sur la demande du recteur de l’époque Mgr Blanchet)
- 1954 : premiers diplômés
- 1954 : création de l’association des anciens
- 1970 : création et reconnaissance du diplôme de Psychopathologie clinique de l’EPP (5e année optionnelle) permettant aux diplômés de travailler dans le secteur clinique notamment à l’hôpital.
- 1982 : lancement de la formation continue[4]
- 1985 : Loi du 25 juillet 1985 qui définit le titre protégé de psychologue
- 1986 : création de la première association étudiante, le BDE
- 1990 : décrets du 22 mars 1990 qui listent les diplômes donnant accès au titre de psychologue dont le « diplôme de psychologue » délivré par l'école[5].
- 1992 : premiers étudiants effectuant leur stage au CHU de Montréal
- 1997 : mise en place de la mission Vietnam
- 1993 : déménagement au 23 rue du Montparnasse
- 1996 : ouverture du campus de Lyon
- 2007 : adhésion au programme Erasmus+
- 2013 : mise en place de l’Espace Accueil Psychologique (EAP) à destination des étudiants de l’ICP
- 2014 : adhésion à la FESIC (Fédération des Établissements d’Enseignement Supérieur d’Intérêt Collectif)[6]
- 2015 : création de cellule d’écoute destinés aux étudiants de l’Ecole
- 2015 : conclusions de partenariats similaires à l’EAP avec des écoles d’enseignement supérieur
- 2018 : adoption du format L-M-D et semestrialisation des cours
- 2019 : création du laboratoire de recherche Vulnérabilité, Capabilité, Rétablissement - VCR
- 2020 : renouvellement de la reconnaissance du diplôme par le Ministère de l’Enseignement supérieur et de la Recherche
- 2021 : ouverture de la spécialité psychologie du travail sur le campus de Lyon
- 2022 : signature d'un accord de double diplôme avec HEC Montréal permettant aux étudiants de la filière Psychologie pratique des organisations et Psychologie du travail d'obtenir un DESS en Gestion & Développement Organisationnel[7]
- 2023 : signature d’un protocole pluriannuel de coopération avec l’Université de Médecine Pham Ngoc Thach (UPNT). L'École de Psychologues Praticiens est labellisé "Best School Experience" par Speak & Act pour la 3e année consécutive

## Directeurs généraux
- 1951-1992 : Abbé Besson & Lisette Fanchon (co-directeurs)
- 1992-2013 : Jean-Pierre Chartier & Jean-François Fanchon
- 2013-2017 : Dana Castro
- 2018-2022 : Jacques Arènes [8]
- depuis 2022 : Christian Heslon

## Originalité de la formation
Historiquement, l'École a été, dans son domaine, un des premiers instituts d'université, sinon le premier, à déclarer une finalité professionnelle. Par ailleurs, le diplôme est le seul diplôme privé reconnu par la Société française de psychologie. Elle est en outre la seule école privée à permettre l'obtention du titre de psychologue protégé par l'État.
Une particularité de la formation est de proposer un tronc commun fort pendant les 3 premières années en psychologie clinique et en psychologie sociale. La spécialisation se fait en 4e année avec la possibilité de choisir le parcours psychopathologie clinique intégrative ou le parcours Psychologie pratique des organisations (PPO) - psychologie du travail. Les 5e années clinique peuvent opter pour des mineures: enfant/adolescent (campus de Paris et Lyon), justice (Paris), vulnérabilité (Paris), clinique des situations extrêmes (Lyon), le choix du parcours Psychologie pratique des organisations est possible sur les 2 campus. Les étudiants de la filière PPO obtiennent tous la certification au passage de tests de personnalité SOSIE et GOLDEN.
Autre particularité, l'importance des stages dans le parcours de professionnalisation. Après 150 heures d'expérience professionnelles ou de bénévolat en 2e année, les étudiants doivent réaliser 300h, puis 400h et 500h de stage en 3e, 4e et 5e années. Ces stages sont réalisés en parallèle des cours avec 2 jours dédiés au stage en 3e et 4e année, 3 jours en 5e année. L'apprentissage est possible notamment dans le parcours PPO - psychologie du travail.
La dimension internationale de l'École de Psychologues Praticiens est aussi originale. Historiquement, l'École est présente depuis longtemps au Vietnam où elle est partenaires de deux universités de médecine pour lesquelles elle prend en charge la formation psychologique. L'École est également présente au Canada et en Argentine où elle permet depuis longtemps à des étudiants de partir en stage chez des partenaires locaux tout en suivant des cours à l’université. L'École dispose par ailleurs d'un large réseau d'universités partenaires avec près d'une trentaine d'accord d'échange en Europe (Erasmus+) et dans le monde (Amérique Latine, Liban, Madagascar).
La dernière particularité de l'École est avoir une vie étudiante dynamique animée par de nombreuses associations étudiantes.
L'école dispose d'un centre de formation continuequi permet aux professionnels de la psychologie de se former tout au long de leur carrière.

## Enseignants notoires
Depuis l'origine, l'École fait appel à des enseignants expérimentés, tous praticiens et chercheurs, par le passé tels :
- le psychologue Paul Albou[16] ;
- la psychanalyste Marie-Frédérique Bacqué[17] ;
- le psychiatre, psychologue et psychanalyste Michel Hanus[18].

Le laboratoire de recherche est dirigé par Charles Martin-Krumm (Fellow Award de l'International Positive Psychology Association),. Il accueille également Anne Plantade (co-présidente du COFRADEC), Éric Binet (président de l'AFTD, Élodie Barrat, Arnaud Béal, Tristan Le Chevanton, Fanny Marteau-Chasserieau,  Mathilde Moisseron-Baudé, Anne-Laure Poujol, Charlotte Soumet-Leman et Lionel Strub. Le thème de recherche du laboratoire est  "Vulnérabilité, Capabilité et Rétablissement" et s’intéresse à l’éthique et à la réflexion sur les prises en charge psychologiques du handicap, du trauma et des pathologies persistantes.